# William D. McElroy
William David McElroy (* 22. Januar 1917 in Rogers, Texas; † 22. Februar 1999 in San Diego, Kalifornien) war ein US-amerikanischer Biochemiker.

## Leben
McElroy studierte an der Stanford University (mit einem Football-Stipendium) mit dem Bachelor-Abschluss 1937 und am Reed College mit dem Master-Abschluss in Biologie. 1943 wurde er an der Princeton University bei E. Newton Harvey promoviert. Er war Professor an der Johns Hopkins University und stand dort von 1956 bis 1969 der Biologie-Fakultät vor. Von 1969 bis 1972 war er Direktor der National Science Foundation. Von 1972 bis 1980 war er Kanzler der University of California, San Diego und danach war er dort Biologieprofessor.
Er ist für Untersuchungen von Biolumineszenz an Glühwürmchen bekannt und erkannte die Rolle die dabei Luciferase und ATP spielen. 1947 fand er, dass Zugabe von ATP das Leuchten der Glühwürmchen erhöhte. ATP wirkt mit Luciferase an der Katalyse der Oxidation von Luciferin (der eigentlichen Leuchtsubstanz, die dadurch auf eine höhere energetische Stufe gehoben wird, was schließlich zur Aussendung eines Photons führt). 1953 entdeckte er mit Kollegen, dass in bakterieller Lumineszenz statt Luciferin Flavinmononukleotid oxidiert wird.
Seine Forschung zur Biolumineszenz machte ihn auch Anfang der 1950er Jahre in der Öffentlichkeit bekannt, als er Schulkindern 1 Penny für jedes gefangene Glühwürmchen zahlte.
1971 erhielt er die Howard N. Potts Medal und 1965 den Rumford-Preis. 1962 wurde er Mitglied des Science Advisory Committee von John F. Kennedy, was er auch unter dessen Nachfolger Lyndon B. Johnson blieb. 1975 war er Präsident der American Association for the Advancement of Science. Er war Mitglied der National Academy of Sciences (1963), der American Academy of Arts and Sciences (1959) und der American Philosophical Society. Er war Präsident des American Institute of Biological Sciences und der American Society of Biological Chemists.
Der Asteroid (1853) McElroy ist ihm zu Ehren benannt. Gleiches gilt für den Gebirgskamm McElroy Ridge im ostantarktischen Viktorialand.

## Schriften
- The energy source of bioluminescence in an isolated system. Proc. Nat. Acad. Sci. 33 (1947), S. 342–345.
- mit J. W. Hastings, V. Sonnenfefd, J. Coulombre: The requirement of riboflavin phosphate bacterial luminescence. Science 118 (1953), S. 385–386.